# Anfisa Rezcovová
Anfisa Anatoljevna Rezcovová (rusky Анфиса Анатольевна Резцова), rozená Romanovová (16. prosince 1964 Jakimec, Vladimirská oblast, Sovětský svaz – 19. října 2023, Dolgoprudnyj, Moskevská oblast) byla sovětská a ruská biatlonistka a běžkyně na lyžích. Reprezentovala postupně Sovětský svaz, Společenství nezávislých států a Rusko. Na ZOH 1988 v Calgary získala jako reprezentantka Sovětského svazu v běhu na lyžích zlato ze štafety na 4×5 km a stříbro v závodě na 20 km volně. Na ZOH 1992 v Albertville reprezentovala Společenství nezávislých států v biatlonu a vybojovala zlato ve sprintu a stříbro ve štafetě na 3×7,5 km. Na ZOH 1994 v Lillehammeru přidala již v dresu Ruska ještě další zlato ze štafety na 4×7,5 km.
Zlatem z biatlonového sprintu na ZOH 1992 se stala první a na delší dobu poslední ženou, která vybojovala na zimních olympijských hrách dvě zlaté medaile ve dvou různých sportech (další byla až Ester Ledecká v roce 2018, které se podařilo vybojovat dvě zlata ve dvou různých sportech dokonce během jedněch her).
Byla rovněž dvojnásobnou vítězkou celkového hodnocení Světového poháru v biatlonu, v celkovém hodnocení Světového poháru v běhu na lyžích skončila nejlépe na 2. místě.

## Kariéra
Úvodní část kariéry věnovala běhu na lyžích. Ve Světovém poháru v běhu na lyžích debutovala v sezóně 1984/85, ještě pod dívčím jménem Romanovová. 14 února 1985 poprvé stála v individuálním závodě na stupních vítězů, když v německém Klingenthalu obsadila 3. místo v běhu na 10 km klasicky. O několik dní později obsadila 2. místo v závodě na 5 km klasicky v Novém Městě na Moravě. Vzestup dovršila na MS 1985 v rakouském Seefeldu, kde jako finišmanka dovezla sovětskou štafetu ke zlatu. Ve své úvodní sezóně ve Světovém poháru obsadila 6. místo v celkovém hodnocení, což je dodnes jeden z vůbec nejúspěšnějších debutů.
V sezóně 1985/86 stála ve Světovém poháru 3× na stupních vítězů v individuálních závodech, celkově skončila na 15. místě.
Sezóna 1986/87 byla nejúspěšnější sezónou Rezcovové mezi lyžařkami-běžkyněmi. V individuálních závodech se sice nedočkala vítězství, ale skončila 5× druhá, z toho dvakrát na mistrovství světa. Na MS 1987 v německém Oberstdorfu skončila stříbrná v závodech na 5 km klasicky a 20 km volně, k tomu přidala zlato se štafetou. V celkovém hodnocení světového poháru skončila druhá za Finkou Marjo Matikainenovou.
V olympijské sezóně 1987/88 zůstala poněkud za očekáváním. V celkovém hodnocení Světového poháru se nevešla do první desítky, na ZOH 1988 v Calgary zářily především její reprezentační kolegyně Tamara Tichonovová a Vida Vencienė. Rezcovová se však na olympiádě neztratila: vybojovala své první olympijské zlato jako členka štafety na 4×5 km a přidala stříbro ze závodu na 20 km volně.
Nenaplněné ambice během olympijské sezóny vedly k rozkolu mezi Rezcovovou a trenérským štábem, což jí dovedlo k radikálnímu rozhodnutí: přestoupit k biatlonu. V roce 1989 se jí narodila dcera Darja, od roku 1990 závodila ve Světovém poháru v biatlonu.
V debutové sezóně 1990/91 se jí příliš nedařilo, potýkala se především se špatnou střelbou. V celkovém hodnocení skončila na 48. místě.
Sezóna 1991/92 znamenala velký průlom. Získala svůj první Velký křišťálový glóbus za vítězství v celkovém hodnocení Světového poháru, na ZOH 1992 v Albertville vybojovala zlatou medaili ve sprintu na 7,5 km a bronz se štafetou, na MS pak stříbro v závodě týmů. Dominovala především zásluhou vynikajícího běhu, kde měla často takovou převahu nad konkurencí, že si mohla dovolit i několik chybných zásahů na střelnici. Například v individuálním závodě v norském Holmenkollenu zvítězila i přesto, že na střelnici 7× minula terč.
V sezóně 1993/94 její dominance vs Světovém poháru pokračovala, podruhé získala Velký křišťálový glóbus. Na mistrovství světa se jí ovšem nedařilo, se štafetou skončila na 5. místě, v individuálních závodech pak dvakrát na 11. místě.
Sezóna 1994/95 znamenala výrazný ústup ze slávy. Ve Světovém poháru se v žádném závodě nevešla do desítky nejlepších. Na mistrovství světa skončila na 20. místě ve sprintu a na 6. místě se štafetou. V ruském biatlonovém týmu došlo ke konfliktu mezi Rezcovovou a hlavním trenérem Leonidem Gurevem, který předznamenal odchod Rezcovové z biatlonu.
Po narození druhé dcery Kristiny v roce 1996 se rozhodla vrátit k běhu na lyžích.
V sezóně 1998/99 skončila ve Světovém poháru v běhu na lyžích na 9. místě v celkovém hodnocení, přičemž obsdila 8. místo jak v hodnocení sprintů, tak v hodnocení distančních závodů. Na Mistrovství světa v klasickém lyžování 1999 v Ramsau dopomohla ruské štafetě ke zlatu.
V sezóně 1999/00 skončila v celkovém hodnocení až na 32. místě. Silná konkurence v reprezentaci a nástup mladých talentovaných závodnic přiměl Rezcovovou po sezóně 2001/02 ukončit kariéru.

## O dopingu
V interview z roku 2009 přiznala použití nepovolených podpůrných přípravků v sezóně 1999/2000.

## Osobní život
Narodila se v dělnické rodině: otec byl stavitelem, matka pracovala v chemičce. V rodině byli kromě Anfisy tři bratři.
V roce 1985 se provdala za biatlonistu a později biatlonového trenéra Leonida Rezcova. Mají spolu čtyři dcery, Darju, Kristinu (obě jsou biatlonistky, Darja je známější pod manželovým příjmením jako Darja Virolainenová), Vasilisu a Mariju. Manželství se však rozpadlo.

## Smrt
Zemřela 19. října 2023 ve věku 59 let. Poslední dny strávila na jednotce intenzivní péče v nemocnici nedaleko Moskvy, kam byla 15. října převezena v bezvědomí. 20. října měla být převezena do jiné nemocnice, olympijská vítězka však den předtím zemřela, aniž by nabyla vědomí.
Před několika měsíci prodělala infarkt. V březnu 2023 omdlela ve svém domě ve Vladimirské oblasti, poté byla převezena do nemocnice. Bývalá sportovkyně si také často stěžovala na nízkou hladinu hemoglobinu. Opakovaně dostávala krevní transfuze.